# Grand Prix automobile d'Afrique du Sud 1979
Résultats du Grand Prix d'Afrique du Sud de Formule 1 1979 qui a eu lieu sur le circuit du Kyalami près de Johannesburg le 3 mars 1979.

## Classement
| Pos  | N° | Pilote                | Écurie             | Tours | Temps/Abandon      | Grille | Points |
| ---- | -- | --------------------- | ------------------ | ----- | ------------------ | ------ | ------ |
| 1    | 12 | Gilles Villeneuve     | Ferrari            | 78    | 1 h 41 min 49 s 96 | 3      | 9      |
| 2    | 11 | Jody Scheckter        | Ferrari            | 78    | +3 s 42            | 2      | 6      |
| 3    | 4  | Jean-Pierre Jarier    | Tyrrell-Ford       | 78    | +22 s 11           | 9      | 4      |
| 4    | 1  | Mario Andretti        | Lotus-Ford         | 78    | +27 s 88           | 8      | 3      |
| 5    | 2  | Carlos Reutemann      | Lotus-Ford         | 78    | +1 min 06 s 97     | 11     | 2      |
| 6    | 5  | Niki Lauda            | Brabham-Alfa Romeo | 77    | +1 tour            | 4      | 1      |
| 7    | 6  | Nelson Piquet         | Brabham-Alfa Romeo | 77    | +1 tour            | 12     |        |
| 8    | 20 | James Hunt            | Wolf-Ford          | 77    | +1 tour            | 13     |        |
| 9    | 28 | Clay Regazzoni        | Williams-Ford      | 76    | +2 tours           | 22     |        |
| 10   | 8  | Patrick Tambay        | McLaren-Ford       | 75    | +3 tours           | 17     |        |
| 11   | 29 | Riccardo Patrese      | Arrows-Ford        | 75    | +3 tours           | 16     |        |
| 12   | 30 | Jochen Mass           | Arrows-Ford        | 74    | +4 tours           | 20     |        |
| 13   | 14 | Emerson Fittipaldi    | Fittipaldi-Ford    | 74    | +4 tours           | 18     |        |
| Abd. | 31 | Héctor Rebaque        | Lotus-Ford         | 71    | Moteur             | 23     |        |
| Abd. | 16 | René Arnoux           | Renault            | 67    | Pneumatique        | 10     |        |
| Abd. | 27 | Alan Jones            | Williams-Ford      | 63    | Suspensions        | 19     |        |
| Abd. | 7  | John Watson           | McLaren-Ford       | 61    | Allumage           | 14     |        |
| Abd. | 9  | Hans-Joachim Stuck    | ATS-Ford           | 57    | Accident           | 24     |        |
| Abd. | 15 | Jean-Pierre Jabouille | Renault            | 47    | Moteur             | 1      |        |
| Abd. | 26 | Jacques Laffite       | Ligier-Ford        | 45    | Accident           | 6      |        |
| Abd. | 3  | Didier Pironi         | Tyrrell-Ford       | 25    | Accélérateur       | 7      |        |
| Abd. | 18 | Elio De Angelis       | Shadow-Ford        | 16    | Accident           | 15     |        |
| Abd. | 25 | Patrick Depailler     | Ligier-Ford        | 4     | Accident           | 5      |        |
| Abd. | 17 | Jan Lammers           | Shadow-Ford        | 2     | Accident           | 21     |        |
| Nq.  | 22 | Derek Daly            | Ensign-Ford        |       | Non qualifié       |        |        |
| Nq.  | 24 | Arturo Merzario       | Merzario-Ford      |       | Non qualifié       |        |        |

Légende :
- Abd.=Abandon

## Pole position et record du tour
- Pole position : Jean-Pierre Jabouille en 1 min 11 s 80 (vitesse moyenne : 205,772 km/h).
- Meilleur tour en course : Gilles Villeneuve en 1 min 14 s 41 au 23e tour (vitesse moyenne : 198,549 km/h).

## Tours en tête
- Jean-Pierre Jabouille : 1 (1)
- Gilles Villeneuve : 39 (2-14 / 53-78)
- Jody Scheckter : 38 (15-52)

## À noter
- 2e victoire pour Gilles Villeneuve.
- 74e victoire pour Ferrari en tant que constructeur.
- 74e victoire pour Ferrari en tant que motoriste.
- 1re pole position pour Jean-Pierre Jabouille.
- 1re pole position de l'écurie Renault en Formule 1.
- 1re pole position d'un moteur turbocompressé en Formule 1.
- La course est interrompue au 2e tour à la suite d'une forte pluie. Le classement final est établi par addition des temps des deux manches.